# Aeroporto Internacional de St. Pete-Clearwater
O Aeroporto Internacional de St. Pete-Clearwater (em inglês: St. Pete-Clearwater International Airport) (IATA: PIE, ICAO: KPIE, FAA: PIE) é um aeroporto internacional no Condado de Pinellas, no estado da Flórida, nos Estados Unidos e que serve principalmente à cidade de São Petersburgo e Clearwater na região da baía de Tampa. O aeroporto foi construído em 1941 como Base Aérea de Pinellas, na década de 1950 foi convertido para uso civil.